# 新興製糖

山仔頂製糖所

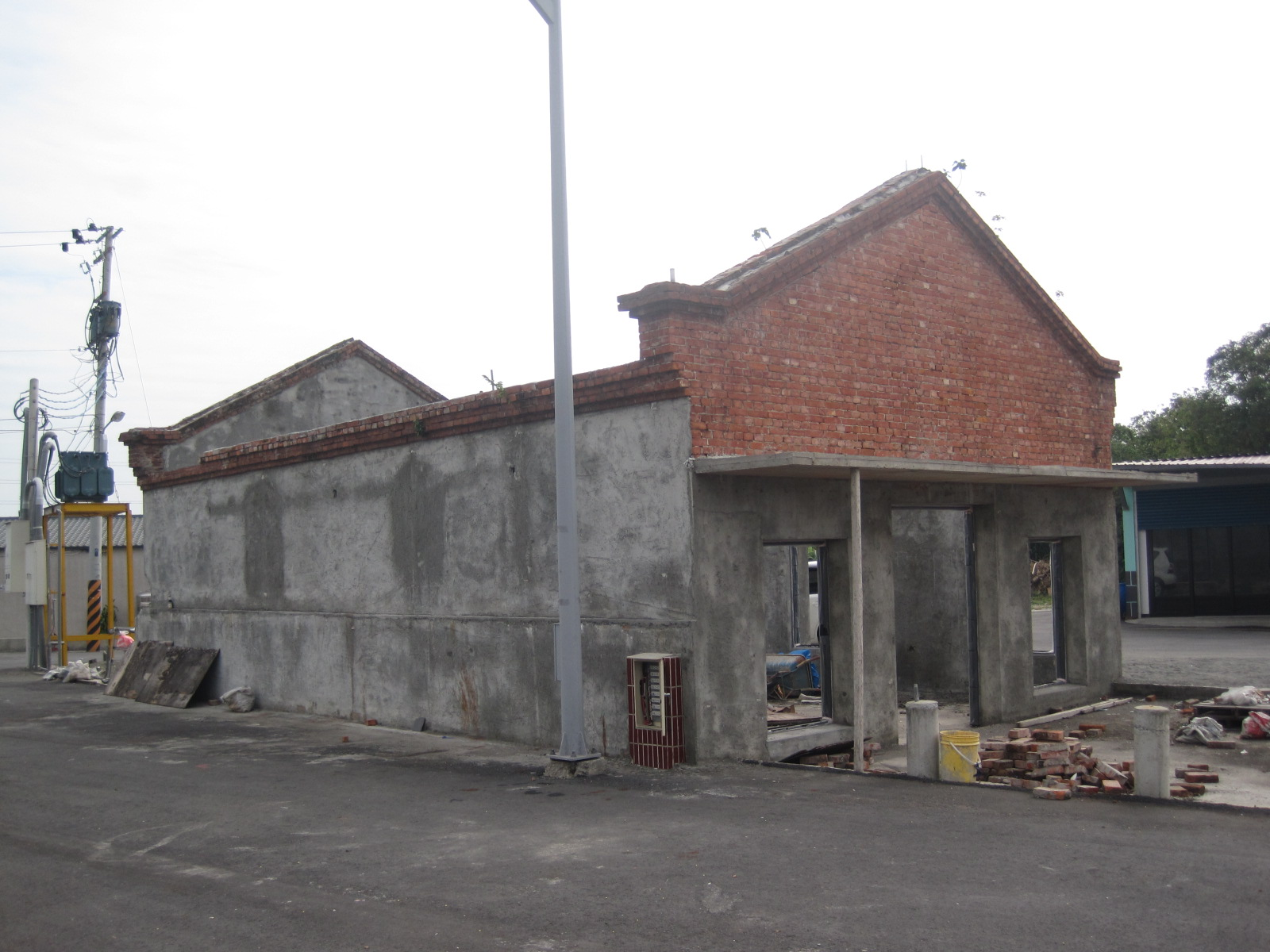
大寮山仔頂製糖所遺跡

新興製糖是臺灣日治時期由高雄苓雅寮商人陳中和所創辦的新式製糖會社，其下設有山仔頂製糖所，為創辦人家族之產業。該會社創立於1903年，當時資本額24萬日圓，其工廠壓榨甘蔗能力為每日156噸。後因增資自臺灣銀行聘請石川昌次入社兼任董事。該會社在1941年9月被臺灣製糖合併。

## 沿革
明治三十五年（1903年），陳中和與陳文遠、陳升冠、孫明輝、陳和信、陳晉臣、周明球等人合資，以24萬日圓資本於臺南廳小竹上里山仔頂庄（今高雄市大寮區）設廠成立新興製糖株式會社；該糖廠壓榨甘蔗能力達每日150噸（後增至850英噸），是日治時期臺灣資本家所投資興建的新式糖廠中規模最大者。
其經營初期並不順利，於明治三十九年（1907年）向臺灣銀行貸款34萬日圓，隔年股東增加陳光燦與石川昌次二人，以資本額60萬日圓的新會社承繼舊會社，其後經營狀況逐漸好轉，大正九年（1920年）一整年內即有利潤158萬圓；也是從此時開始，為確保原料來源，會社開始收購土地。其原料採收區域主要在鳳山到下淡水溪（今高屏溪）一帶，耕作土地面積共計7300多甲（旱田4400多甲，水田2900多甲）。
大正十四年（1925年），陳中和與其下之陳中和物產株式會社欲收回過去放租給佃農的農地，以作為新興製糖的自營農場；此舉嚴重影響佃農生計，使得農民組成鳳山農民組合，並與之發生衝突。
昭和五年（1930年）陳中和逝世後，社長由陳中和四子陳啓峰接任，但經營實權被掌握在日本資本家手中，最後新興製糖在昭和十六年（1941年）9月被三井系的臺灣製糖合併。該會社所有的山仔頂製糖所則在昭和十七年（1942年）宣告停產關閉。

## 延伸閱讀
- 陳中和家族史—從糖業貿易到政經世界，戴寶村，頁36-42，國史研究通訊第二期
- 陳中和糖業傳奇，林文龍，2011，國史館臺灣文獻館電子報第80期
- 新興製糖株式會社鳳山線竝林仔邊線九十日間運輸 - 典藏臺灣 （页面存档备份，存于）